# جيسيكا موريس
جيسيكا موريس (بالإنجليزية: Jessica Morris)‏ هي ممثلة أمريكية، ولدت في 16 مايو 1979 بجاكسونفيل في الولايات المتحدة.

## وصلات خارجية
- جيسيكا موريس على موقع IMDb (الإنجليزية)
- جيسيكا موريس على موقع قاعدة بيانات الفيلم (الإنجليزية)